# Oncidium albicans
Oncidium albicans är en orkidéart som beskrevs av Willibald Königer. Oncidium albicans ingår i släktet Oncidium och familjen orkidéer. Inga underarter finns listade i Catalogue of Life.